# Comunidade Quilombola de Salamina Putumuju
Salamina Putumuju é uma comunidade remanescente de quilombo, população tradicional brasileira, localizada no município brasileiro de Maragojipe, na Bahia. A comunidade de Salamina Putumuju é formada por uma população de 40 famílias, distribuídas em uma área de 2.061,5588 hectares, distribuídos em sete imóveis rurais. O território foi certificado como remanescente de quilombo (reminiscências históricas de antigos quilombos) em 2008, pela Fundação Cultural Palmares.
Esta comunidade teve o Relatório Técnico de Identificação e Delimitação publicado em 2007 (etapa da regularização fundiária), mas ainda está com a situação fundiária em análise (não titulada) no INCRA.
A comunidade foi formada às margens do Rio Paraguaçu no período açucareiro (séc. XVI). Os cerca de 150 moradores vivem da agricultura, com cultivo de mandioca, milho e feijão e também se dedicam à pesca.

## Tombamento
O tombamento de quilombos é previsto pela Constituição Brasileira de 1988, bastando a certificação pela Fundação Cultural Palmares:
Art. 216. Constituem patrimônio cultural brasileiro os bens de natureza material e imaterial, tomados individualmente ou em conjunto, portadores de referência à identidade, à ação, à memória dos diferentes grupos formadores da sociedade brasileira [...]
§ 5º Ficam tombados todos os documentos e os sítios detentores de reminiscências históricas dos antigos quilombos.
Portanto, a comunidade quilombola de Salamina Putumuju é um patrimônio cultural brasileiro, tendo em vista que recebeu a certificação de ser uma "reminiscência histórica de antigo quilombo" da Fundação Cultural Palmares no ano de 2008.

## Situação territorial
A falta do título da terra (regularização fundiária) cria para as comunidades quilombolas uma dificuldade de desenvolver a agricultura, além dos conflitos com os fazendeiros de suas regiões e a impossibilidade de solicitar políticas sociais e urbanas para melhorias de condições de vida, como infraestrutura urbana de redes de energia, água e esgoto.
A cerimônia de transferência de posse ocorreu na casa da antiga fazenda, onde no subsolo se encontram as ruínas do que foi uma senzala com duas pequenas e escuras câmaras usadas em seculares atos de tortura e privação aos escravos...

## Cultura
Povos Tradicionais ou Comunidades Tradicionais são grupos que possuem uma cultura diferenciada da cultura predominante local, que mantêm um modo de vida intimamente ligado ao meio ambiente natural em que vivem. Através de formas próprias: de organização social, do uso do território e dos recursos naturais (com relação de subsistência), sua reprodução sócio-cultural-religiosa utiliza conhecimentos transmitidos oralmente e na prática cotidiana.
Andar pelo local, é se deparar com a história do país. Encontram-se ruínas de engenho, de outra casa grande, de grandes tachos onde os escravos e remanescentes de quilombo preparam o azeite de dendê. Em torno da propriedade há guaritas e canhões intalados no período colonial para a defesa do local na época áurea de exploração da mão de obra escrava e do plantio de cana-de-açúcar.